# WILDROID9
『WILDROID9（ワイルドロイド9）』は、プレイステーション用のアクションゲーム。『アースワム・ジム』シリーズで知られるShiny Entertainmentが1998年に開発し、インタープレイから発売されたWild 9の日本版である。日本版は2000年2月10日ソニー・コンピュータエンタテインメントから発売された。

## 要素
ステージやキャラクターなどは3Dで表現されているが、操作は2.5次元の2Dの奥行きの移動が出来ない、横スクロール系のアクションゲームとなっている。「E・アーム」という武器を使って相手を掴んで、叩きつけたりして倒す。パズル的な謎解き要素もある。また基本的にアクションゲームだが、ステージによって乗り物に乗って敵を追跡して撃ち落すシューティングのステージもある。
開発元のShiny Entertainmentのデイビット・ペリー（David Perry）は初期の開発段階で『アースワム・ジム2』発表直後の1996年から開発が始まった。アースワム・ジムシリーズのデザインに取り組んで来たトム・タナカ（Tom Tanaka）、ケヴィン・マンロー（Kevin Munroe）も、アースワム・ジムに続いて、このゲームのデザインに取り組んだ。3年後の完成を目指して初期の主人公のキャラクターなどのアイデアは敵を蒸発させる事が出来る特殊なグローブを持った女性キャラクターを考えていた。ゲームの最終前提では主人公は装備をコントロールするウェックス・メージャーという名の男性に変更された。最初はセガサターンとプレイステーション用に開発されていたが、セガサターン版の開発は初期の段階でキャンセルとなり、プレイステーションでの開発・発売となった。このゲームのキャラクターをデザインし、ストーリーを考えたケヴィン・マンローとトム・タナカはジョージ・ルーカスの映画『スター・ウォーズ』を想像していたと語っている。
また日本版ではキャラクターのデザインや名前などの設定が海外版と異なり一部変更されている。
音楽は『アースワム・ジム』シリーズでも担当したトミー・タラリコが手がけた。
宇宙にある銀河「ガーデン」。惑星間の紛争が終わり、平和の為、悪の心を消そうとしていた、科学者達により、悪心除去システムによって人々から取り除いた悪心が特殊なカプセルに封印され宇宙の彼方に捨てられた。数百年後、平和を取り戻した「ガーデン」に封印され、宇宙に捨てられた悪心が、宇宙の不思議な力によって、悪心生命体カーン率いるバイオロイド軍団となって「ガーデン」に侵略した。主人公のベックスは唯一カーンを倒せる「E・アーム」と言う武器を手に入れ、武器に宿る精霊アンガスを仲間に加え、さらに特殊な能力を持ったボルスタッグ、ポケッツ、ニトロ、ヘンリー、マックシーンクリスタル、ブーマが揃い、WILDROID9が誕生した。WILDROID9が脅威に感じたカーンはベックスと相棒のアンガス以外の仲間を誘拐した。ベックスは仲間を助けに行き「ガーデン」を取り戻す。